# Простор (къмпинг)
„Простор“ е къмпинг на Българското Черноморие, разположен между градовете Бяла и Обзор. Намира се в акациева горичка. Цените в къмпинга са между 2 и 4 щатски долара на ден.